# 7030 Colombini
7030 Colombini este un asteroid din centura principală de asteroizi.

## Descriere
7030 Colombini este un asteroid din centura principală de asteroizi. A fost descoperit pe 18 decembrie 1993 la observatorul astronomic Santa Lucia din Stroncone. Asteroidul prezintă o orbită caracterizată de o semiaxă mare de 2,44 ua, o excentricitate de 0,24 și o înclinație de 9,3° în raport cu ecliptica.